# 2017-es Teen Choice Awards
A 2017-es Teen Choice Awards a 2016-os év legjobb filmes, televíziós és zenés alakításait értékelte. A díjátadót 2017. augusztus 13-án tartották a Los Angelesi Galen Centerben, a műsor pedig a díjátadó történetében másodszor zajlott házigazda nélkül. A ceremóniát a Fox televízióadó közvetítette élőben, a jelöltek listáját pedig 2017. június 19-én és július 12-én hozták nyílvánosságra.

## Győztesek és jelöltek
Forrás:

### Filmek
| Legjobb akciófilm | Legjobb színész akciófilmben |
| --- | --- |
| - Wonder Woman - Halálos iramban 8. - Logan – Farkas - A Karib-tenger kalózai: Salazar bosszúja - Transformers: Az utolsó lovag - XXx: Újra akcióban | - Chris Pine – Wonder Woman'' - Johnny Depp – Transformers: Az utolsó lovag - Vin Diesel – XXx: Újra akcióban és Halálos iramban 8. - Hugh Jackman – Logan – Farkas - Dwayne Johnson – Halálos iramban 8. - Brenton Thwaites – A Karib-tenger kalózai: Salazar bosszúja |
| Legjobb színésznő akciófilmben | Legjobb sci-Fi |
| - Gal Gadot – Wonder Woman - Nina Dobrev – XXx: Újra akcióban - Deepika Padukone – XXx: Újra akcióban - Michelle Rodriguez – Halálos iramban 8. - Ruby Rose – XXx: Újra akcióban - Kaya Scodelario – A Karib-tenger kalózai: Salazar bosszúja                                                                  | - A galaxis őrzői vol. 2. - Érkezés - Kong: Koponya-sziget - Power Rangers - Zsivány Egyes – Egy Star Wars-történet - Közöttünk az űr |
| Legjobb színész sci-fiben | Legjobb színésznő sci-fiben |
| - Chris Pratt – A galaxis őrzői vol. 2. - Asa Butterfield – Közöttünk az űr - Tom Hiddleston – Kong: Koponya-sziget - Diego Luna – Zsivány Egyes – Egy Star Wars-történet - Dacre Montgomery – Power Rangers - Jeremy Renner – Érkezés                                                                         | - Zoe Saldana – A galaxis őrzői vol. 2. - Amy Adams – Érkezés - Becky G – Power Rangers - Felicity Jones – Zsivány Egyes – Egy Star Wars-történet - Brie Larson – Kong: Koponya-sziget - Naomi Scott – Power Rangers                                                    |
| Legjobb filmdráma | Legjobb színész filmdrámában |
| - Minden, minden - Mielőtt elmegyek - Egy magányos tinédzser - A tehetség - A számolás joga - A viskó | - Kian Lawley – Mielőtt elmegyek - Chris Evans – A tehetség - Andrew Garfield – A fegyvertelen katona - Taylor Lautner – Run the Tide - Nick Robinson – Minden, minden                                                                                                  |
| Legjobb színésznő filmdrámában | Legjobb vígjáték |
| - Emma Watson – A kör - Zoey Deutch – Mielőtt elmegyek - Taraji P. Henson – A számolás joga (Christy Beam) - Hailee Steinfeld – Egy magányos tinédzser - Amandla Stenberg – Minden, minden | - Szenilla nyomában - Verdák 3. - Kémek a szomszédban - Lego Batman – A film - A 19-es asztalnál ülők |
| Legjobb színész vígjátékban | Legjobb színésznő vígjátékban |
| - Zac Efron – Baywatch - Will Arnett – Lego Batman – A film - Zach Galifianakis – Kémek a szomszédban - Dwayne Johnson – Baywatch - Owen Wilson – Verdák 3. | - Ellen DeGeneres – Szenilla nyomában - Alexandra Daddario – Baywatch - Gal Gadot – Kémek a szomszédban - Jennifer Hudson – Sandy Wexler - Tori Kelly – Énekelj! - Anna Kendrick – A 19-es asztalnál ülők                                                               |
| Legjobb fantasy | Legjobb színész fantasyban |
| - A szépség és a szörnyeteg - Doctor Strange - Legendás állatok és megfigyelésük - Vándorsólyom kisasszony különleges gyermekei - Vaiana | - Dwayne Johnson – Vaiana - Asa Butterfield – Vándorsólyom kisasszony különleges gyermekei - Benedict Cumberbatch – Doctor Strange - Eddie Redmayne – Legendás állatok és megfigyelésük - Dan Stevens – A szépség és a szörnyeteg                                       |
| Legjobb színésznő fantasyban | Legjobb áttörő alakítást nyújtó színész |
| - Emma Watson – A szépség és a szörnyeteg - Auli'i Cravalho – Vaiana - Eva Green – Vándorsólyom kisasszony különleges gyermekei - Rachel McAdams – Doctor Strange - Katherine Waterston – Legendás állatok és megfigyelésük                                                                                    | - Auli'i Cravalho – Vaiana - Tom Holland – Pókember: Hazatérés - Janelle Monáe – A számolás joga - Deepika Padukone – XXx: Újra akcióban - Harry Styles – Dunkirk - Zendaya – Pókember: Hazatérés                                                                       |
| Legjobb kémia filmben | Legjobb gonosz |
| - Emma Watson és Dan Stevens – A szépség és a szörnyeteg - Vin Diesel és Michelle Rodriguez – Halálos iramban 8. - Gal Gadot és Chris Pine – Wonder Woman - Dwayne Johnson és Zac Efron – Baywatch - Deepika Padukone és Ruby Rose – XXx: Újra akcióban - Chris Pratt és Zoe Saldana – A galaxis őrzői vol. 2. | - Luke Evans – A szépség és a szörnyeteg - Elizabeth Banks – Power Rangers - Javier Bardem – A Karib-tenger kalózai: Salazar bosszúja - Priyanka Chopra – Baywatch - James McAvoy – Széttörve - Charlize Theron – Halálos iramban 8. (Ravenna)                          |
| Legjobb nyári film | Legjobb színész nyári filmben |
| - Pókember: Hazatérés - Verdák 3. - A Karib-tenger kalózai: Salazar bosszúja - Transformers: Az utolsó lovag - A majmok bolygója: Háború - Wonder Woman | - Tom Holland – Pókember: Hazatérés - Ansel Elgort – Nyomd, Bébi, nyomd - Chris Pine – Wonder Woman - Harry Styles – Dunkirk - Mark Wahlberg – Transformers: Az utolsó lovag - Owen Wilson – Verdák 3.                                                                  |
| Legjobb színésznő nyári filmben | |
| - Zendaya – Pókember: Hazatérés - Cara Delevingne – Valerian és az ezer bolygó városa - Gal Gadot – Wonder Woman - Isabela Moner – Transformers: Az utolsó lovag - Mandy Moore – 47 méter mélyen - Bella Thorne – Amityville: Az ébredés                                                                       | |

### Televízió
| Legjobb drámasorozat | Legjobb színész drámasorozatban |
| --- | --- |
| - Riverdale - Empire - Famous in Love - Hazug csajok társasága - Kegyetlen csillogás - Rólunk szól | - Cole Sprouse – Riverdale - Sterling K. Brown – Rólunk szól - Ian Harding – Hazug csajok társasága - Jussie Smollett – Empire - Milo Ventimiglia – Rólunk szól - Jesse Williams – A Grace klinika                                         |
| Legjobb színésznő drámasorozatban | Legjobb sci-Fi/fantasysorozat |
| - Lucy Hale – Hazug csajok társasága - Troian Bellisario – Hazug csajok társasága - Ashley Benson – Hazug csajok társasága - Shay Mitchell – Hazug csajok társasága - Sasha Pieterse – Hazug csajok társasága - Bella Thorne – Famous in Love                                                                                      | - Vámpírnaplók - Árnyvadászok: A végzet ereklyéi - Stranger Things - Odaát - Teen Wolf – Farkasbőrben - Időutazók |
| Legjobb színész sci-Fi/fantasysorozatban | Legjobb színésznő sci-Fi/fantasysorozatban |
| - Dylan O'Brien – Teen Wolf – Farkasbőrben - Jared Padalecki – Odaát - Matthew Daddario – Árnyvadászok: A végzet ereklyéi - Joseph Morgan – The Originals – A sötétség kora - Bob Morley – A visszatérők - Ian Somerhalder – Vámpírnaplók (Damon Salvatore)                                                                        | - Kat Graham – Vámpírnaplók - Jennifer Morrison – Egyszer volt, hol nem volt - Lana Parrilla – Egyszer volt, hol nem volt - Abigail Spencer – Időutazók - Eliza Taylor – A visszatérők - Emeraude Toubia – Árnyvadászok: A végzet ereklyéi |
| Legjobb akciósorozat | Legjobb színész akciósorozatban |
| - Flash – A Villám - A S.H.I.E.L.D. ügynökei - A zöld íjász - Gotham - Halálos fegyver - Supergirl | - Grant Gustin – Flash – A Villám - Stephen Amell – A zöld íjász - Clayne Crawford – Halálos fegyver - Gabriel Luna – A S.H.I.E.L.D. ügynökei - Wentworth Miller – A szökés - Chris Wood – Supergirl                                       |
| Legjobb színésznő akciósorozatban | Legjobb vígjátéksorozat |
| - Melissa Benoist – Supergirl - Jordana Brewster – Halálos fegyver - Caity Lotz – A holnap legendái - Danielle Panabaker – Flash – A Villám - Candice Patton – Flash – A Villám - Emily Bett Rickards – A zöld íjász | - Még mindig Bír-lak - Papás-Babás - Brooklyn 99 – Nemszázas körzet - Szeplőtelen Jane - One Day at a Time - Young & Hungry |
| Legjobb színész vígjátéksorozatban | Legjobb színésznő vígjátéksorozatban |
| - Jean-Luc Bilodeau – Papás-Babás - Anthony Anderson – Feketék fehéren - Jaime Camil – Szeplőtelen Jane - Micah Fowler – Hallatlan - Andy Samberg – Brooklyn 99 – Nemszázas körzet - Hudson Yang – Amerika Huangjai | - Candace Cameron Bure – Még mindig Bír-lak - Rose McIver – IZomvie - Emma Roberts – Scream Queens – Gyilkos történet - Gina Rodriguez – Szeplőtelen Jane - Yara Shahidi – Feketék fehéren - Zendaya – K.C., a tinikém                     |
| Legjobb rajzfilmsorozat | Legjobb valóságshow |
| - Family Guy - Bob burgerfalodája - Rejtélyek városkája - Rick és Morty - Sonic Boom - Steven Universe | - The Voice - Chasing Cameron - Dance Moms - Keeping Up with the Kardashians - MasterChef Junior - Total Bellas |
| Legjobb áttörő alakítást nyújtó színész | Legnosztalgikusabb sorozat |
| - Lili Reinhart – Riverdale - KJ Apa – Riverdale - Millie Bobby Brown – Stranger Things - Ryan Destiny – Kegyetlen csillogás - Chrissy Metz – Rólunk szól - Finn Wolfhard – Stranger Things | - Tuti gimi - Buffy, a vámpírok réme - Kaliforniába jöttem - A narancsvidék - Ikercsajok - Veronica Mars |
| Legjobb tévés személyiség | Legjobb tévés főgonosz |
| - Ellen DeGeneres – The Ellen DeGeneres Show - Anthony Anderson – To Tell the Truth - Tyra Banks – America's Got Talent - James Corden – The Late Late Show with James Corden - Jimmy Fallon – The Tonight Show Starring Jimmy Fallon - Blake Shelton – The Voice                                                                  | - Janel Parrish – Hazug csajok társasága - Grant Gustin – Flash – A Villám - Teri Hatcher – Supergirl - Mark Pellegrino – Odaát - Josh Segarra – A zöld íjász - Cory Michael Smith – Gotham                                                |
| Legkiemelkedőbb műsor | Legjobb nyári sorozat |
| - Riverdale - Famous in Love - Kegyetlen csillogás - Stranger Things - Rólunk szól - Időutazók | - Teen Wolf – Farkasbőrben - America's Got Talent - Beat Shazam - The Bold Type - The Fosters - So You Think You Can Dance |
| Legjobb színész nyári sorozatban | Legjobb színésznő nyári sorozatban |
| - Tyler Posey – Teen Wolf – Farkasbőrben - Noah Centineo – The Fosters - Cody Christian – Teen Wolf – Farkasbőrben - Kyle Harris – Stitchers - David Lambert – The Fosters - Harry Shum Jr. – Árnyvadászok: A végzet ereklyéi | - Holland Roden – Teen Wolf – Farkasbőrben - Aisha Dee – The Bold Type - Hilary Duff – Younger - Shelley Hennig – Teen Wolf – Farkasbőrben - Maia Mitchell – The Fosters - Cierra Ramirez – The Fosters                                    |
| Legjobb kémia sorozatban | |
| - Lili Reinhart és Cole Sprouse – Riverdale - Melissa Benoist és Chris Wood – Supergirl - Matthew Daddario és Harry Shum Jr. – Árnyvadászok: A végzet ereklyéi - Shay Mitchell és Sasha Pieterse – Hazug csajok társasága - Dylan O'Brien és Holland Roden – Teen Wolf – Farkasbőrben - Eliza Taylor és Bob Morley – A visszatérők | |

### Film és televíziós
| Legjobb jelenetlopó | Legjobb csók |
| --- | --- |
| - Camila Mendes – Riverdale - RJ Cyler – Power Rangers - Josh Gad – A szépség és a szörnyeteg - Taylor Lautner – Scream Queens – Gyilkos történet - Colin O'Donoghue – Egyszer volt, hol nem volt - Michael Rooker – A galaxis őrzői vol. 2. | - Emma Watson és Dan Stevens – A szépség és a szörnyeteg - Melissa Benoist és Chris Wood – Supergirl - Orlando Bloom és Keira Knightley – A Karib-tenger kalózai: Salazar bosszúja - Matthew Daddario és Harry Shum Jr. – Árnyvadászok: A végzet ereklyéi - Gal Gadot és Chris Pine – Wonder Woman - Jennifer Morrison és Colin O'Donoghue – Egyszer volt, hol nem volt |
| Leghisztisebb karakter | |
| - Madelaine Petsch – Riverdale - Anthony Anderson – Feketék fehéren - Malcolm Barrett – Időutazók - Luke Evans – A szépség és a szörnyeteg - Kurt Russell – A galaxis őrzői vol. 2. - Dan Stevens – A szépség és a szörnyeteg                | |

### Zene
| Legjobb férfi zenész | Legjobb női zenész |
| --- | --- |
| - Harry Styles - Justin Bieber - Bruno Mars - Shawn Mendes - Ed Sheeran - The Weeknd | - Ariana Grande - Alessia Cara - Miley Cyrus - Selena Gomez - Katy Perry - Hailee Steinfeld |
| Legjobb együttes | Legjobb rockzenész |
| - Fifth Harmony - The Chainsmokers - Little Mix - Maroon 5 - Twenty One Pilots - The Vamps | - Harry Styles - Imagine Dragons - Linkin Park - Paramore - Twenty One Pilots - X Ambassadors |
| Legjobb countryzenész | Legjobb R&B/Hip-Hop zenész |
| - Carrie Underwood - Kelsea Ballerini - Luke Bryan - Florida Georgia Line - Sam Hunt - Blake Shelton | - Beyoncé - Chance the Rapper - Drake - Kendrick Lamar - Nicki Minaj - Rihanna |
| Legjobb elektronikus zenész/táncművész | Legjobb latin zenész |
| - Calvin Harris - Steve Aoki - Martin Garrix - David Guetta - Major Lazer - Zedd | - CNCO - Daddy Yankee - Luis Fonsi - Enrique Iglesias - Maluma - Shakira |
| Legjobb zeneszám férfi zenésztől | Legjobb zeneszám női zenésztől |
| - "Slow Hands" – Niall Horan - "Body Like a Back Road" – Sam Hunt - "Despacito" – Luis Fonsi, Daddy Yankee feat. Justin Bieber - "Shape of You" – Ed Sheeran - "Sign of the Times" – Harry Styles - "That's What I Like" – Bruno Mars                                                                                                  | - "Crying in the Club" – Camila Cabello - "Bad Liar" – Selena Gomez - "Issues" – Julia Michaels - "Malibu" – Miley Cyrus - "Most Girls" – Hailee Steinfeld - "Scars to Your Beautiful" – Alessia Cara |
| Legjobb zeneszám együttestől | Legjobb countryszám |
| - "Down" – Fifth Harmony feat. Gucci Mane - "Believer" – Imagine Dragons - "Closer" – The Chainsmokers feat. Halsey - "Guys My Age" – Hey Violet - "Heathens" – Twenty One Pilots - "Shout Out to My Ex" – Little Mix | - "Body Like a Back Road" – Sam Hunt - "Craving You" – Thomas Rhett feat. Maren Morris - "Every Time I Hear That Song" – Blake Shelton - "The Fighter" – Keith Urban feat. Carrie Underwood - "God, Your Mama, and Me" – Florida Georgia Line feat. Backstreet Boys - "In Case You Didn't Know" – Brett Young |
| Legjobb rockszám | Legjobb R&B/Hip-Hopszám |
| - "Believer" – Imagine Dragons - "Green Light" – Lorde - "Hard Times" – Paramore - "Heathens" – Twenty One Pilots - "Heavy" – Linkin Park feat. Kiiara - "Human" – Rag'n'Bone Man | - "I'm the One" – DJ Khaled feat. Justin Bieber, Quavo, Chance the Rapper, Lil Wayne - "Glorious" – Macklemore feat. Skylar Grey - "Location" – Khalid - "Passionfruit" – Drake - "Redbone" – Childish Gambino - "That's What I Like" – Bruno Mars                                                            |
| Legjobb elektronikus/táncos szám | Legjobb latin szám |
| - "Know No Better" – Major Lazer feat. Travis Scott, Camila Cabello, & Quavo - "2U" – David Guetta feat. Justin Bieber - "It Ain't Me" – Kygo and Selena Gomez - "Just Hold On" – Steve Aoki and Louis Tomlinson - "Rockabye" – Clean Bandit feat. Sean Paul & Anne-Marie - "Something Just like This" – The Chainsmokers and Coldplay | - "Despacito" – Luis Fonsi, Daddy Yankee feat. Justin Bieber - "Chantaje" – Shakira feat. Maluma - "Deja Vu" – Prince Royce & Shakira - "Hey Ma" – Pitbull, J Balvin feat. Camila Cabello - "No Le Hablen de Amor" – CD9 - "Reggaetón Lento (Bailemos)" – CNCO                                                |
| Legjobb popszám | Legjobb együttműködés |
| - "Shape of You" – Ed Sheeran - "24k Magic" – Bruno Mars - "Closer" – The Chainsmokers feat. Halsey - "Don't Wanna Know" – Maroon 5 feat. Kendrick Lamar - "Love on the Brain" – Rihanna - "Stay" – Zedd, Alessia Cara | - "Just Hold On" – Steve Aoki, Louis Tomlinson - "God, Your Mama, and Me" – Florida Georgia Line feat. Backstreet Boys - "I Don't Wanna Live Forever" – Zayn, Taylor Swift - "It Ain't Me" – Kygo and Selena Gomez - "No Promises" – Cheat Codes feat. Demi Lovato - "Stay" – Zedd, Alessia Cara              |
| Legkiemelkedőbb zenész | Legjobb nemzetközi zenész |
| - Chance the Rapper - James Arthur - Halsey - Zara Larsson - Dua Lipa - Julia Michaels | - BTS - CD9 - CNCO - Exo - Monsta X - Seventeen |
| Legjobb nyári együttes | Legjobb nyári szám |
| - Fifth Harmony - The Chainsmokers - Coldplay - Florida Georgia Line - Imagine Dragons - Little Mix | - "Despacito" – Luis Fonsi, Daddy Yankee feat. Justin Bieber - "Bad Liar" – Selena Gomez - "Castle on the Hill" – Ed Sheeran - "Malibu" – Miley Cyrus - "Stay" – Zedd, Alessia Cara - "That's What I Like" – Bruno Mars                                                                                       |
| Legjobb férfi nyári zenész | Legjobb női nyári zenész |
| - Shawn Mendes - Justin Bieber - Niall Horan - Liam Payne - Harry Styles - Zedd | - Camila Cabello - Miley Cyrus - Selena Gomez - Halsey - Lorde - Katy Perry |
| Legjobb nyári turné | Következő nagy dobás |
| - Ariana Grande – Dangerous Woman Tour - Sam Hunt – 15 in a 30 Tour - Kendrick Lamar – Damn Tour - Bruno Mars – 24K Magic World Tour - Shawn Mendes – Illuminate World Tour - Ed Sheeran – ÷ Tour | - Grace VanderWaal - Jonas Blue - Forever in Your Mind - Jax Jones - New Hope Club - The Tide |

### Divat
| Legszexibb férfi                                                                          | Legszexibb nő                                                                                  |
| ----------------------------------------------------------------------------------------- | ---------------------------------------------------------------------------------------------- |
| - Shawn Mendes - Justin Bieber - Zayn Malik - Liam Payne - Harry Styles - Louis Tomlinson | - Camila Cabello - Selena Gomez - Paris Jackson - Deepika Padukone - Rihanna - Zendaya         |
| Legjobb stílusikon                                                                        | Legjobb modell                                                                                 |
| - Harry Styles - Cara Delevingne - Selena Gomez - Zayn Malik - Rihanna - Zendaya          | - Kendall Jenner - Hailey Baldwin - Ashley Graham - Gigi Hadid - Winnie Harlow - Paris Jackson |

### Sport
| Legjobb férfi atléta                                                                        | Legjobb női atléta                                                                                      |
| ------------------------------------------------------------------------------------------- | --- |
| - Stephen Curry - John Cena - Rickie Fowler - LeBron James - Cristiano Ronaldo - Mike Trout | - Simone Biles - Sasha Banks - The Bella Twins - Elena Delle Donne - Laurie Hernandez - Serena Williams |

### Web
| Legjobb férfi közösségi sztár                                                                    | Legjobb női közösségi sztár                                                                        |
| ------------------------------------------------------------------------------------------------ | -------------------------------------------------------------------------------------------------- |
| - Logan Paul - Cameron Dallas - The Dolan Twins - Ryan Higa - Casey Neistat - sWooZie            | - Liza Koshy - Eva Gutowski - Merrell Twins - Bethany Mota - Niki and Gabi - Lilly Singh           |
| Legjobb humoros közösségi sztár                                                                  | Legjobb zenés közösségi sztár                                                                      |
| - Logan Paul - Colleen Ballinger - The Dolan Twins - Liza Koshy - Lele Pons - Lilly Singh        | - Jake Paul - Cimorelli - Jack & Jack - Carson Lueders - Johnny Orlando - Leroy Sanchez            |
| Legjobb divat közösségi sztár                                                                    | Legjobb gamer                                                                                      |
| - Nikkie de Jager - Andrea Brooks - Gigi Gorgeous - Kandee Johnson - Bethany Mota                | - Ryan Ohmwrecker - Vikram Singh Barn - Jaryd Lazar - Michael Santana - Rabia Yazbek - Saqib Zahid |
| Legjobb Intstagram sztár                                                                         | Legjobb Twitter sztár                                                                              |
| - Selena Gomez - Beyoncé - Justin Bieber - Kendall Jenner - Kylie Jenner - Taylor Swift          | - Ellen DeGeneres - Anna Kendrick - Blake Shelton - Chrissy Teigen - Justin Timberlake - Zendaya   |
| Legjobb YouTube videós                                                                           | Legjobb Snapchat sztár                                                                             |
| - Jake Paul - The Dolan Twins - Liza Koshy - Casey Neistat - Logan Paul - Lilly Singh            | - Ariana Grande - Brett Eldredge - Selena Gomez - Kylie Jenner - DJ Khaled - Bella Thorne          |
| Legjobb Muser sztár                                                                              | |
| - Baby Ariel - Danielle Cohn - Kristen Hancher - Isaiah Howard - Lisa and Lena - Jacob Sartorius | |

### Egyéb
| Legjobb táncos | Legjobb humorista                                                                                    |
| --- | --- |
| - Maddie Ziegler - Derek Hough - Julianne Hough - Kida the Great - Chloe Lukasiak - tWitch                                                                         | - The Dolan Twins - Jordan Doww - Kevin Hart - Gabriel Iglesias - Hasan Minhaj - Lilly Singh         |
| Legjobb videojáték | Legjobb változásért dolgozó személy                                                                  |
| - Overwatch - Dota 2 - Hearthstone: Heroes of Warcraft - Heroes of the Storm - League of Legends - The Legend of Zelda: Breath of the Wild                         | - Ariana Grande - Rowan Blanchard - Selena Gomez - Yara Shahidi - Ian Somerhalder - Shailene Woodley |
| Legjobb rajongók | "See Her" Award                                                                                      |
| - Fifth Harmony – Harmonizers - Ariana Grande – Arianators - Justin Bieber – Beliebers - Selena Gomez – Selenators - Ed Sheeran – Sheerios - Miley Cyrus – Smilers | - Vanessa Hudgens                                                                                    |
| Visionary Award | Decade Award                                                                                         |
| - Bruno Mars | - Maroon 5                                                                                           |

## Fordítás
- Ez a szócikk részben vagy egészben  a(z)   2017 Teen Choice Awards című angol Wikipédia-szócikk fordításán alapul.  Az eredeti cikk szerkesztőit annak laptörténete sorolja fel. Ez a jelzés csupán a megfogalmazás eredetét és a szerzői jogokat jelzi, nem szolgál a cikkben szereplő információk forrásmegjelöléseként.